# Талон, Патрис
Патрис Гийом Атаназ Талон (фр. Patrice Guillaume Athanase Talon; род. 1 мая 1958[…], Вида, Республика Дагомея) — бенинский бизнесмен, президент Бенина с 6 апреля 2016 года.

## Биография
Талон происходит из народности фон и родился в городе Вида (Бенин). Он получил степень бакалавра в Дакаре, Сенегал.
Известный как «король хлопка» из-за своего участия в хлопковой промышленности, был сторонником Президента Яйи Бони, финансировал ход его избирательной кампании за 2006 и выборов 2011 года. Финансировал избирательные кампании президента в 2006 и 2011 годах. За это ему позволили выкупить в 2008 году хлопковое производство в государственной сельхозкорпорации Сонапра. В 2011 году, за два месяца до выборов, Талон получил контроль над портом Котону (годовой доход порта сопоставим с бюджетом всего Бенина).
Однако после выборов 2011 года был обвинён в участии в заговоре с целью убить Яйи Бони и бежал во Францию в 2012 году. Впоследствии он был помилован в 2014 году.
Он женат на женщине из Порто-Ново и имеет двоих детей.

## Президент Бенина
Талон был независимым кандидатом в президентских выборах в Бенине в марте 2016 года. До этого он являлся сторонником правящей партии и даже финансировал предвыборные кампании президента Яйи Бони. Однако он финишировал вторым, после действующего премьер-министра Лионеля Зинсу, в первом туре президентского голосования, но победил во втором туре с 65 % голосов.
6 апреля Талон вступил в должность президента страны.
Провел ревизию соглашений, заключённых прежним правительством, и отменил некоторые контракты, заключённых прежним правительством, и ряд указов.
В декабре 2016 года президент анонсировал документ – Программу действий правительства (PAG), реализацией которого занялось, фактически, целое министерство. Программа предполагает огромные (почти 14 млрд. евро) инвестиции в частный сектор экономики (45 разных проектов) в течение пяти лет, и создание около 500 тыс. рабочих мест.
После прихода Талона к власти, обозреватели отмечают быстрый рост его бизнеса, который сейчас формально принадлежит его жене, детям и ближайшему окружению. Близкого к президенту бизнесмена Оливье Боко за глаза называют «вице-президентом», он присутствует на многих официальных мероприятиях и участвует в заключении государственных контрактов, хотя не имеет никакого официального статуса.
4 апреля 2017 года Национальное собрание не приняло законопроект, который привёл бы к референдуму по предложению Тэлона об ограничении президентов одним шестилетним сроком. Для принятия требовалось 63 голоса в Национальном собрании, состоящем из 83 членов, а законопроект поддержало только 60 голосов. Тэлон сказал несколько дней спустя, что больше не будет заниматься этим вопросом. Он сказал, что его опечалили результаты голосования, но он уважает их из-за своей приверженности демократии. Он отказался сказать, будет ли он баллотироваться на переизбрание в 2021 году в свете провала его предложения. 
Оппозиция не была допущена ни на парламентские выборы 2019 года, ни на президентские выборы 2021 года.
В 2021 году переизбран на второй срок. В сентябре 2021 года Патрис Тэлон и Томас Бони Яи, политические союзники, ставшие ближайшими врагами, встретились во дворце Марина в Котону. Во время этого разговора тет-а-тет Томас Бони Яи представил Патрису Талон ряд предложений и просьб, касающихся, в частности, освобождения «политических заключённых».